# Vireó de coroneta rogenca
El vireó de coroneta rogenca (Tunchiornis ochraceiceps) és un ocell de la família dels vireònids (Vireonidae) i única espècie del gènere Tunchiornis Slager et Klicka, 2014.

## Hàbitat i distribució
Habita la selva pluvial, clars i vegetació secundària de les terres baixes des del nord-est d'Oaxaca i sud de Veracruz (absent de la Península de Yucatán), cap al sud, pel vessant del Golf de Mèxic fins Nicaragua. Ambdues vessants de Costa Rica i Panamà, i des de l'oest i est de Colòmbia i sud de Veneçuela i Guaiana, cap al sud, per l'oest dels Andes, fins l'oest de l'Equador i per l'est dels Andes fins l'est del Perú, nord i est de Bolívia i Brasil amazònic, al nord i sud del Riu Amazones.